# Bandiera dell'eSwatini
La bandiera dell'eSwatini è stata adottata il 6 ottobre 1968 e leggermente modificata nel 2011. È composta da cinque bande orizzontali in azzurro-giallo-cremisi-giallo-azzurro. Al centro della banda rossa è presente uno scudo bianco e nero con due lance (assegai) e un bastone dei guerrieri Emasotsha, adornati da piume dell'uccello vedova, tipico del Paese. Il colore rosso cremisi simboleggia le battaglie del passato, il giallo le risorse minerarie e l'azzurro la pace.
Il vessillo era utilizzato dal reggimento degli esploratori Swazi dell'esercito inglese (1941).

## Bandiere storiche

Bandiera del Regno dello Swaziland (1890-1894)
Bandiera del Regno dello Swaziland prima della dominazione britannica (1894-1902)